# Срђан Ђоковић
Срђан Ђоковић (25. април 1961; Косовска Митровица)  је српски предузетник и бивши професионални скијаш и тренер. Најпознатији је као отац тенисера Новака, Ђорђа и Марка Ђоковића.

## Рани живот и образовање
Ђоковић је рођен у Косовској Митровици, а одрастао је у Звечану.  По завршетку средње школе преселио се у Београд на студије права, али студије није завршио. Касније се цела породица преселила у Београд. Током зиме радио је као ски тренер у зимским центрима Копаоник и Брезовица, где је 1986. упознао будућу супругу Дијану Жагар  Родитељи су три сина: Новака (рођен 1987.), Марка  (рођен 1991.) и Ђорђа (рођен 1995.).

## Каријера
Ђоковић је бивши професионални скијаш и тренер, који је радио на скијалишту Копаоник. Тренутно је власник-оператер пицерије Red Bull и спортске радње на српским планинама. Ресторан, који нема везе са истоименом компанијом пића, отворио је крајем осамдесетих  и постоји до данас. Док неки извештаји описују Ђоковића као бившег играча српског фудбалског клуба ФК Трепча, књига Даниела Муксха из 2022. Живот у рату извештава о недостатку доказа о томе.
2011. Ђоковић је покушао да свргне тадашњег председника Тениског савеза Србије Слободана Живојиновића, али на крају није успео.

## Улога у Новаковом васпитању
Када је Новак имао четири године, Ђоковић и његова супруга су му поклонили мини-рекет и лоптицу од меке пене, која је постала „најомиљенија играчка у његовом животу”. Ђоковић га је од малих ногу учио да скија, али га је освојио тенис, па су га са супругом послали у тениски камп у Нови Сад. Због посла у скијалишту на Копаонику, Ђоковић и његова породица су летње и зимске одморе проводили на Копаонику, а тамо је државна југословенска компанија Генекс, која је развила већи део Копаоника, изабрала да изгради три тениска терена само преко пута паркинга одакле су Ђоковићи отворили свој ресторан Red Bull. У лето 1993. дозволио је шестогодишњем Новаку да се придружи тениском кампу који је на тим теренима одржавао Тениски клуб Партизан, под надзором југословенске тенисерке Јелене Генчић.
Пошто нико у породици Ђоковић није имао тениску позадину, његови родитељи су питали стручњаке да ли Новак има довољно потенцијала и талента да настави тениску каријеру и да ли треба да улажу у њу; на крају им је Генчић дала та уверавања,  рекавши им да имају „златно дете“. Генчићеве речи су међу собом понављали Ђоковић и његова супруга како би оправдали жртву коју ће поднети за Новакову каријеру. По завршетку летњег кампа, Новак и Генчић су почели да интензивно тренирају у Тениском клубу Партизан. Пошто су Ђоковић и Дијана у то време били фокусирани на Копаоник и рад у ресторану, замолили су Ђоковићевог брата Горана да повремено остави Новака и покупи га са тренинга у Београду и да га прати и на домаћим турнирима. 
Током НАТО бомбардовања Југославије 1999., Ђоковић и његова породица провели су неколико сати у подруму  и склоништима током првих неколико ноћи пре него што су на крају одлучили да наставе да живе што је могуће нормалније у својим старим рутинама. Ђоковић и његова породица су 22. маја славили Новаков 12. рођендан у клубу Партизан када је почео ваздушни напад док су он и његова супруга певали Happy Birthday to You. Говорећи о родитељима, Новак је навео: "Моја мајка је стена која је држала породицу на окупу у најтежим тренуцима. Мој отац је покретачка снага породице, неко ко ми је улио такву моћ веровања и позитивног размишљања".
Због његовог брзог развоја, Генчић је саветовала Ђоковића и Дијану да, ако желе да он настави да напредује, мора да напусти земљу. У том циљу, Генчић је контактирала Николу Пилића и у септембру 1999. 12-годишњак се преселио на тениску академију Пилић у Немачкој, где је провео четири године. У то време над Србијом се надвијала тешка економска и политичка ситуација, па је одлука да се Новак препусти у Немачку била тешка, али је било једино логично. Ђоковић је поступио по Генчићевој процени, а осим у Немачку, повео је и сина да тренира на академијама у САД и Италији. Путовање и тренинзи били су финансијски одлив за породицу, а иако је Пилић нудио специјалну цену од 5.000 марака месечно, то је ипак било много више од онога што је породица Ђоковић могла да приушти, па је он безуспешно покушавао да тражи спонзоре, па чак и инвеститоре, али нико није био вољан да потпише уговор. У једном тренутку је убедио српског бизнисмена Филипа Цептера да пристане да покрије трошкове Новаковог боравка на Академији Пилић, али ова велика финансијска помоћ на крају никада није остварена због Слободана „Бобе“ Живојиновића, бившег тенисера, који је Цептеру наводно рекао да је „Новак добар, али има болесно срце, болестан са петом и немогућим да сарађује“.
Ђоковић је на крају одлучио да узме кредите са високим каматама како би помогао да плати тениско образовање свог сина, што је природно ставило Новака под огроман притисак да оствари. Позајмио је новац по апсурдно високим каматама, једном по 10 одсто годишње, други пут по 15 одсто. Ђоковић се коцкао и кладио све на сина. Да Новак није успео као професионалац, породица би била уништена. Ђоковић и његова супруга су уложили све своје ресурсе и средства да помогну Новаку, толико да су жртвовали и занемарили своју другу децу. У једном ретком телевизијском интервјуу, Ђоковић је за свог другог и трећег сина рекао: „Покушао сам да их обесхрабрим, али безуспешно. Њихов рођени брат им је највећи идол. Не морају да траже негде другде. Труде се и желе да буду као Новак“. 
Ђоковић је 2022. критиковао Владу Аустралије што није дозволила Новаку да уђе у земљу због правила јавног здравља. 6. јануара, уочи православног Божића, Ђоковић је упоредио притвор свог сина у Аустралији са Исусовим распећем.

## Контроверзе
У јануару 2023. виђен је током Аустралијан опена у близини Род Лејвер арене  са мотоциклистичком бандом под називом Ноћни вукови. Васил Мирошниченко, украјински амбасадор у Аустралији, позвао је Ђоковића да буде искључен из следећег тениског меча на такмичењу. Ђоковић је накнадно изјавио да неће присуствовати полуфиналу 27. јануара како би избегао да га поремети. Срђан Ђоковић је касније изјавио да није намеравао да се огласи са проруским гангстерима и погрешно је мислио да се фотографише са српским љубитељима тениса.